# Морской аквариум Келли Тарлтон
Морской аквариум Келли Тарлтон (англ. Kelly Tarlton's Sea Life Aquarium), ранее «Подводный мир Келли Тарлтон» (англ. Kelly Tarlton's Underwater World) публичный аквариум в Окленде, Новая Зеландия, открытый в 1985 году. Расположенный на Тамаки Драйв, 23, он был детищем новозеландского морского археолога и дайвера Келли Тарлтон (англ. Kelly Tarlton) (1937—1985).
В аквариуме, построенном в виде вышедших из употребления резервуаров для хранения сточных вод, использовалась новый вид акриловых форм, который позволил использовать изогнутые туннели, а не просматривать участки только с плоскими панелями, как в других аквариумах. Проект также является одним из первых, в котором используются конвейерные ленты для медленного перемещения людей через смотровые площадки.

## История
В 1983, Келли Тарлтон предложила построить аквариум в неиспользуемых резервуарах для сточных вод под землёй на набережной Окленда. На рыбу можно было смотреть через длинный акриловый туннель.
Аквариум открылся в 1985 году после 10 месяцев строительства. Тарлтон разработал новый метод строительства акрилового туннеля, взяв большие листы прозрачного акрила, вырезав их по размеру и нагревая в духовке, пока они не приняли форму. Некоторые листы весили более тонны. Из-за преломления, вызванного светом, проходящим через воду, и акриловых листов, использованных при создании туннеля, рыбы кажутся на треть меньше, чем они есть на самом деле.

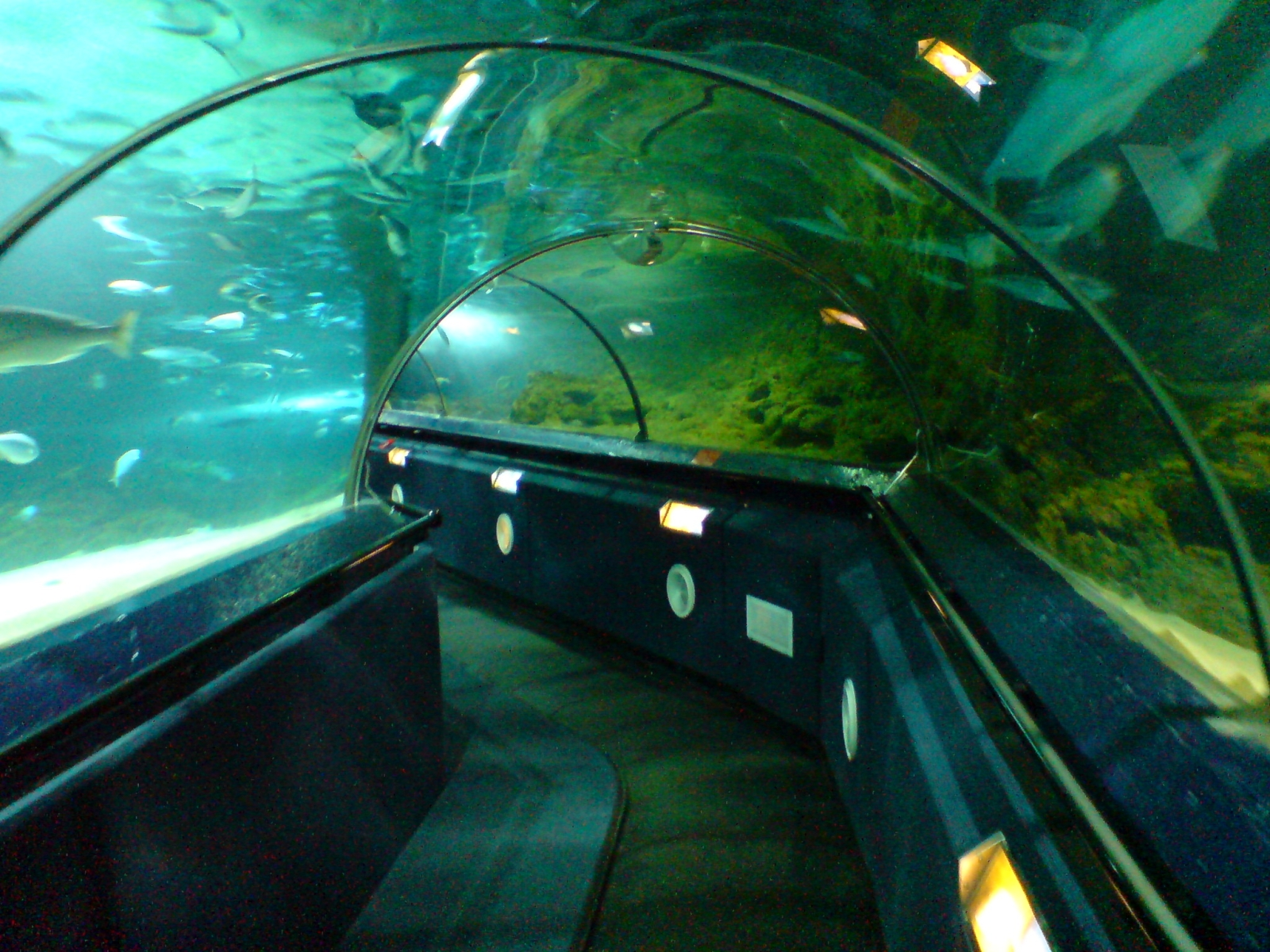
Туннель в аквариуме

Туннель длиной 110-метров (360 футов) был создан в резервуарах для хранения сточных вод, которые не использовались с 1960-х годов. Баки расположены под пригородом Оракея, на Тамаки Драйв, с видом на гавань Вайтемата.
После того, как туннели были построены и резервуары были заполнены для проверки на утечки (не было обнаружено ни одной), из бетона был создан морской пейзаж пещер и рифов, прежде чем бассейны были заполнены в одной секции с тщательным отбором более чем 1800 морских существ. Другая секция была заполнена акулами (включая узкозубую акулу, многожаберную акулу, воббегонга, суповую акулу) и скатов.
В 1994 году объект был расширен и теперь включает копию хижины, которую использовал капитан Роберт Фалкон Скотт на его трагической экспедиции в Антарктиду, а также колония антарктических пингвинов на выставке с контролируемым климатом.
В декабре 2004 года открылся аквариум Stingray Bay, в котором есть гигантский резервуар с открытым верхом на 350 000 литров (92 000 галлонов) и глубиной 2,6 метра в самой глубокой точке и изготовлен из кристально чистого акрила для оптимального обзора.
В 2008 году Village Roadshow приобрела объект за 13 миллионов новозеландских долларов. Village Roadshow также владеет Сиднейским аквариумом, Oceanworld Manly, Sea World Gold Coast и другими заведениями.
В декабре 2010 года Келли Тарлтон получила пять новых песчаных тигровых акул из США.
В 2011 году Village Roadshow продала «Подводный мир Келли Тарлтон» и другие достопримечательности Сиднея группе Merlin Entertainments.
В марте 2012 года компания Merlin Entertainments объявила об обновлении на 5,5 миллионов долларов, которое включает новые экспонаты, новую планировку и более интерактивный интерфейс, который должен открыться в сентябре 2012 года. В рамках расширения аквариум был переименован в Морской аквариум Келли Тарлтон (англ. Kelly Tarlton's Sea Life Aquarium), что привело его в соответствие с глобальным брендом Центров морской жизни. Обновление и ребрендинг были начаты 29 сентября 2012 года.

## Объекты

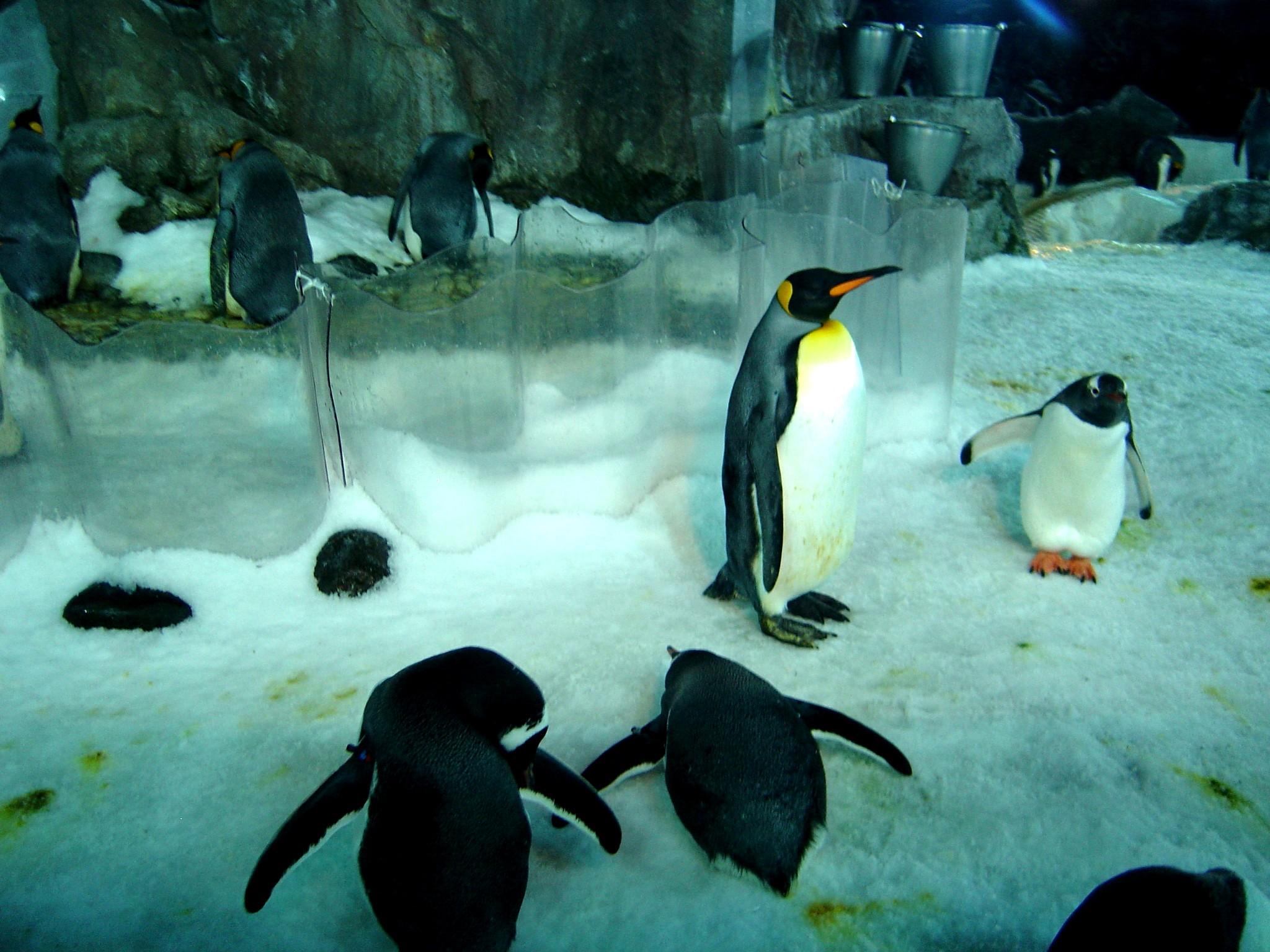
Пингвины на территории бывшей Антарктической встречи (сейчас Antarctic Ice Adventure)

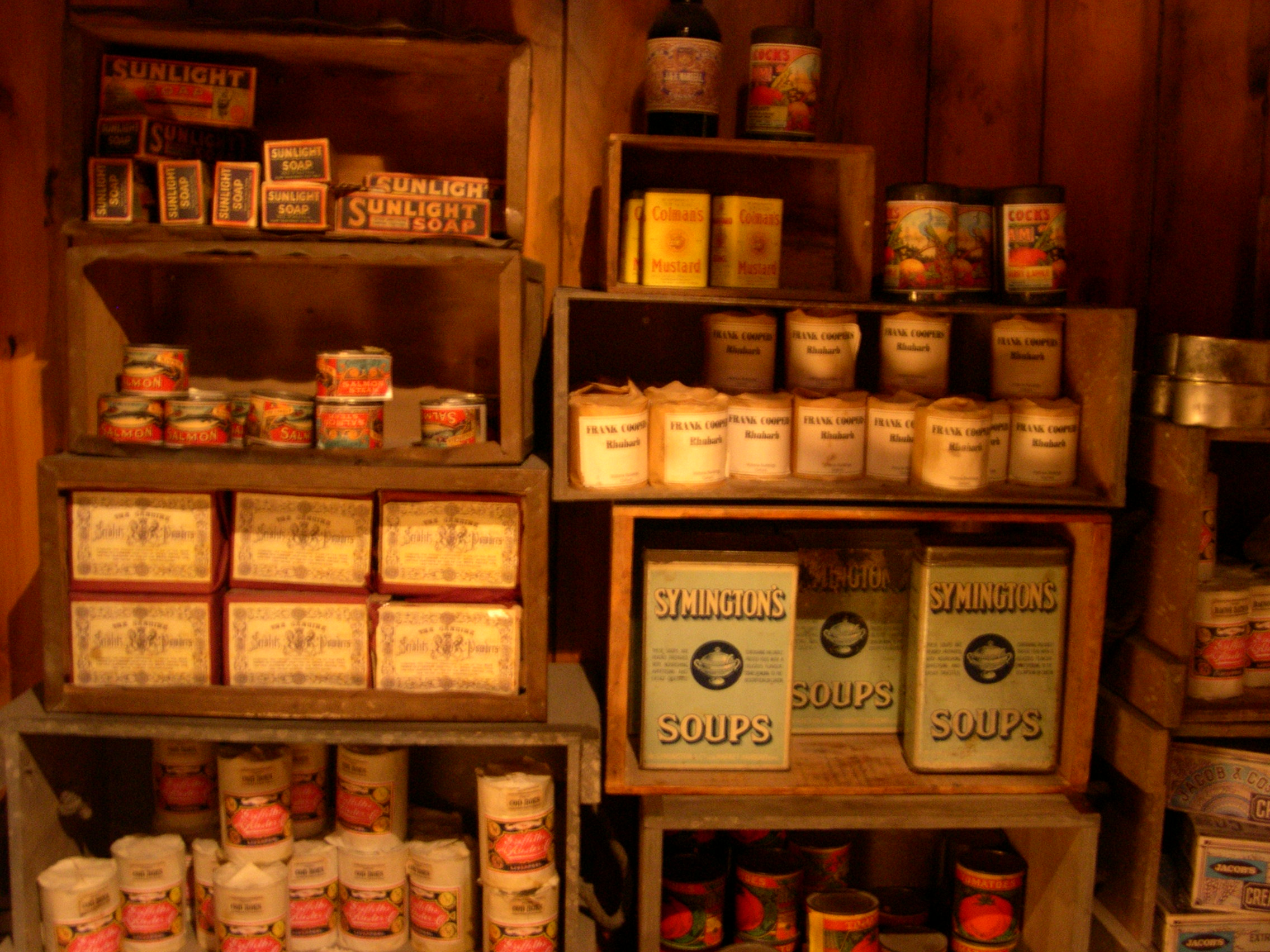
Воссоздание кладовой Роберта Скотта

Основными особенностями аквариума являются «Встреча с Антарктикой» и «Подводный мир», но он также включает в себя несколько других экспонатов и несколько учебных комнат.
- Antarctic Ice Adventure и Scott Base (ранее Antarctic Encounter) — эта выставка была открыта в 1994 году и является первой выставкой, куда приходили посетители. Посетители могут наблюдать за пингвинами аквариума через стекло в их среде обитания с регулируемой температурой. Затем посетители проходят через воссозданную хижину, которую использовал капитан Роберт Фолкон Скотт во время его экспедиции на Южный полюс в 1912 году. В аквариуме есть колония королевских и субантарктических пингвинов. Раньше по окрестностям ездили на ратраках, но в 2012 году их заменили прогулкой по выставке.[4]
- NIWA Southern Oceans Discovery (ранее NIWA Interactive Room) — эта комната расположена рядом с заливом Стингрей и предназначена для обучения детей морскому миру и Антарктиде, одновременно развлекая их.
- Turtle Bay (ранее Stingray Bay) — это акриловый бак с открытым верхом, объёмом 350 000 литров (92 000 галлонов). В этом резервуаре Келли Тарлтонс реабилитирует черепах-спасателей. Раньше здесь обитали скаты. В этой части аквариума есть киоск с закусками.
- Pacific Shark Zone и Shipwreck Explorer (ранее Underwater World) — первоначальная часть аквариума. Этот акриловый туннель длиной 110 метров (360 футов) ведет посетителей через два резервуара, в которых может поместиться до 2000 животных. Первый резервуар (или резервуар для хищников) заполнен в основном разными акулами и вмещает около 1 000 000 галлонов (3 785 000 л),[11], в то время как во втором резервуаре в основном живут стайные рыбы, такие как синий мао мао.
- Fish Gallery и Seahorse Kingdom (ранее Sea Creatures) — в этом месте есть небольшие аквариумы, обычно заполненные отдельными видами. Здесь есть: два тропических морских аквариума, пираньи, осьминог, морские коньки, мурены, раки, а также бородавчатка и иглобрюха в аквариуме с ядовитыми рыбами. Рядом с этой областью находится сувенирный магазин, в котором также есть выход.